# Petite rivière des Perdrix Blanches
Petite rivière des Perdrix Blanches är ett vattendrag i Kanada.   Det ligger i provinsen Québec, i den östra delen av landet, 700 km nordost om huvudstaden Ottawa. Petite rivière des Perdrix Blanches ligger vid sjön Lac Manouane.
Trakten runt Petite rivière des Perdrix Blanches är nära nog obefolkad, med mindre än två invånare per kvadratkilometer.